# SAE1
SAE1‏ (SUMO1 activating enzyme subunit 1) هوَ بروتين يُشَفر بواسطة جين SAE1 في الإنسان.